# Van Rechteren Limpurgsingel
De Van Rechteren Limpurgsingel in Almelo is deel van de N349 en onderdeel van de Ring Almelo.
De singel is vernoemd naar familie Van Rechteren Limpurg, de bewoners van Huize Almelo.
Ter hoogte van Huize Almelo is de weg enkelbaans, afgezien van de fietspaden. Het is de enige doorgaande weg die de oprijlaan van Huize Almelo, de 2,5 kilometer lange Gravenallee kruist.
Voor de aanleg van de Van Rechteren Limpurgsingel in de jaren 50 moest het doorgaande verkeer via de Grotestraat door het centrum van Almelo. Tot de opening van de A35 was de weg onderdeel van de doorgaande verbinding Witte Paal - Hengelo - Enschede.